# Golfclub Hofgut Praforst
Golfclub Hofgut Praforst is een Duitse golfclub. Hij ligt in Hünfeld, 18 km van Fulda. De golfbaan ligt in de glooiende heuvels van het Rhön-gebergte. De Oostbaan heeft 18 holes en de Westbaan 9 holes.

## Toernooien
Op Praforst werd van 2006 tot 2012 in de maand september het EPD Tour Championship gespeeld, het laatste toernooi van het seizoen van de EPD Tour. Het prijzengeld was de laatste jaren € 45.000. Na dat toernooi werd bekendgemaakt wie de Order of Merit gewonnen had en wie de top-5 spelers waren die automatisch naar de Europese Challenge Tour promoveerden.
In 2013 veranderde de naam van de EPD Tour in Pro Golf Tour, en werd het toernooi op Praforst in juli gespeeld, dus niet meer als eindtoernooi. Het prijzengeld is gelijkgetrokken aan de andere toernooien en nu € 30.000, waarvan de winnaar € 5.000 krijgt. Kenny Le Sager won de Praforst Pro Golf Tour Fulda met een score van 202 (-14). Richard Kind eindigde op de 3de plaats.
Op Praforst werd van 31 augustus - 2 september 2013 het German Senior Open gespeeld. Dit werd georganiseerd door de in 2012 opgerichte Senior Golf Circuit. Deelnemers waren internationale professionals van 48 jaar of ouder, deels voormalige Tourspelers zoals André Bossert, Paul Broadhurst, David James, Stephen McAllister, Andrew Murray, Paul Wesselingh en Gary Wolstenholme. Er deden ook enkele amateurs mee. Alle spelers betalen om mee te doen, en het prijzengeld komt uit het geïncasseerde geld, eventueel aangevuld door een sponsor.  In 2013 bestond het circuit uit zeven toernooien, de Order of Merit werd gewonnen door Roger Roper, die ook het German Senior Open op Praforst gewonnen had. 

De Europese Senior Tour had in 2013 slechts 16 toernooien dus dit Senior Golf Circuit is een mooie aanvulling.